# Carnicães
Carnicães é uma povoação portuguesa do Município de Trancoso que foi sede da extinta Freguesia de Carnicães, freguesia que tinha 8,44 km² de área e 153 habitantes (2011), e, por isso, uma densidade populacional de 18,1 hab/km².
Em 2013, Freguesia de Carnicães foi extinta (agregada) tendo o seu território sido agregado ao da Freguesia de Vilares para constituir a nova União das Freguesias de Vilares e Carnicães.

## População
| População da freguesia de Carnicães | População da freguesia de Carnicães | População da freguesia de Carnicães | População da freguesia de Carnicães | População da freguesia de Carnicães | População da freguesia de Carnicães | População da freguesia de Carnicães | População da freguesia de Carnicães | População da freguesia de Carnicães | População da freguesia de Carnicães | População da freguesia de Carnicães | População da freguesia de Carnicães | População da freguesia de Carnicães | População da freguesia de Carnicães | População da freguesia de Carnicães |
| ----------------------------------- | ----------------------------------- | ----------------------------------- | ----------------------------------- | ----------------------------------- | ----------------------------------- | ----------------------------------- | ----------------------------------- | ----------------------------------- | ----------------------------------- | ----------------------------------- | ----------------------------------- | ----------------------------------- | ----------------------------------- | ----------------------------------- |
| 1864                                | 1878                                | 1890                                | 1900                                | 1911                                | 1920                                | 1930                                | 1940                                | 1950                                | 1960                                | 1970                                | 1981                                | 1991                                | 2001                                | 2011                                |
| 470                                 | 491                                 | 481                                 | 490                                 | 484                                 | 509                                 | 492                                 | 517                                 | 526                                 | 462                                 | 289                                 | 295                                 | 258                                 | 192                                 | 153                                 |

			
Por idades em 2001 e 2021			

| 0-14 anos | 15-24 anos | 25-64 anos | 65 e + anos |
| 21 \| 14  | 22 \| 14   | 84 \| 68   | 65 \| 57    |
| 11% \| 9% | 11% \| 9%  | 44% \| 44% | 34% \| 37%  |

## Topónimo
O seu topónimo é formado por 2 elementos: Carne - que significa terra e Cães que significa mouros - Limite da terra de Mouros, o que sugere ser um povoado muito antigo.

## Património
A Igreja Matriz data do século XVI. A construção é de estilo românico, com fachada de cantaria encimada por um frontão triangular onde se abrem duas ventanas sineiras.
No exterior, junto à capela-mor, podem ser vistas algumas lages tumulares, cujos carecteres já não se podem ler.

## Festividades
Festa a Santo António realizada no fim de semana a seguir a 13 de junho.

## Associações
- Associação Cultural, Desportiva e Recriativa de Carnicães
- Associação de Melhoramentos "Os Amigos de Verdade"
- Os Carnicences - Associação para o Desenvolvimento Social e Cultural